# Cytokératine de type I
Les cytokératines de type I sont des kératines présentes dans les tissus épithéliaux. Elles ont la particularité d'être acides (pH < 7). Elles s'associent avec les cytokératines de type II pour former des filaments intermédiaires.
Parmi les principales cytokératines de type I sont décrites les cytokératines :
- Kératine 9
- Kératine 10
- Kératine 11
- Kératine 12
- Kératine 13
- Kératine 14
- Kératine 15
- Kératine 16
- Kératine 17
- Kératine 18
- Kératine 19
- Kératine 20
- Kératine 21